# Lorentz Nikolai Fallesen
Lorentz Nikolai Fallesen (født 20. april 1757 i Binderup, Sønder Bjert Sogn, Nørre Tyrstrup Herred, død 11. juli 1824) var en dansk præst, far til Ludvig Sophus og Edvard Fallesen.
Fallesens forældre vare vistnok bønderfolk. Han deponerede fra Haderslev Skole 1777, blev teologisk kandidat 1784 og samme år residerende kapellan i Tikøb. I 1790 blev han præst i Citadellet, 1793 præst i Søborg og Gilleleje, 1797 2. og samme år 1. kapellan ved Vor Frue Kirke i København, 1808 sognepræst ved Trinitatis Kirke sammesteds, hvorfra han tog sin afsked på grund af svagelighed 1824; samme år døde han.
Fallesen har især betydning som udgiver af en lang række teologiske tidsskrifter, Magasin og Nyt Magasin for Religionslærere (12 bind, 1793-1802), Theologisk Maanedsskrift (12 bind, 1803-8), Theologisk Kvartalsskrift (2 bind, 1809). De temmelig talrige prædikener og afhandlinger, han heri selv har meddelt, hæve sig i ingen henseende over det almindelige i denne rationalismens gyldne tid. 
Fallesen hører dog nærmest til dennes højre side, der fremhæver "religiøsitetens" betydning, og en stor mængde af de bidrag fra andre, han har optaget, går netop ud på at jævne overgangen fra de gamle kristelige forestillinger til dem, man nu ville sætte i deres sted. Han oplevede dog, at selv i hans egen kirke kom der til at lyde en prædiken, der var forskellig fra den, han havde været talsmand for; det var som hans kapellan, Jørgen Thisted i årene 1822-24 vakte en stor opsigt i København. 